# Juan Ignacio de Iztueta
Juan Ignacio de Iztueta Echeberria (1767-1845) fue un folklorista, escritor en lengua vasca e historiador español.
Juan Ignacio de Iztueta fue pionero en la recopilación del folklore vasco, en especial sus bailes, así como en la literatura en euskera. Su obra Guipuzcoa´ko dantza gogoangarrien kondaira edo historia (recuerdos de la historia de las danzas de Guipúzcoa), editada en 1824) fue un hito en lo referente a la conservación de las danzas vascas en él se describen detalladamente 36 danzas diferentes. En el campo histórico destaca por su libro Guipuzcoaco provinciaren condaira edo historia (Historia de la provincia de Guipúzcoa) editado en 1847 en donde hace un relato histórico desde la conquista romana hasta la primera guerra Carlista.

## Biografía
Juan Ignacio de Iztueta nació el 29 de noviembre de 1767 en el pueblo guipuzcoano de Zaldivia. Fue el sexto de doce hermanos. Acudió a la escuela en la misma localidad y se aficionó a los bailes populares, en donde destacó por su pericia como dantzari (bailarín).
En 1790, con 22 años de edad,  se casa con María Joaquina de Lizasoain con la que tuvo cinco hijos. Durante ese tiempo se dedicaba a diversos negocios de venta de alimentos y mantenía un rebaño de ovejas. El 6 de diciembre de 1801 es encarcelado al ser acusado de robo, acusación que siempre calificó de falsa, donde permaneció 6 años. En 1802 muere su esposa. Sale de la cárcel bajo fianza y con la obligación de no poder salir de Azpeitia lugar donde le debe residir.
En Azpeitia conoce a Concepción Bengoechea con la que se casaría en 9 de febrero de 1808 después de pasar un tiempo, de nuevo, en prisión. Esta vez en la prisión de Logroño. En ese tiempo escribió un poema de amor a Concepción titulado Kontxesiri, que quiere decir "a Concepción". Este poema de diez estrofas y en euskera, se haría muy popular. Una vez casado residió en Azpeitia y San Sebastián aunque hay constancia que también residió en otros lugares ya que durante el sitio de San Sebastián por las tropas Inglesas en 1813 Iztueta estaba en San Juan de Luz (País Vasco Francés). Concepción Bengoechea muere el 28 de marzo de 1815 habiendo tenido tres hijos.
En 1824 edita el libro Guipuzcoa´ko dantza gogoangarrien kondaira edo historia (recuerdos de la historia de las danzas de Guipúzcoa)  que le da relevancia. De esta obra el editor, Santiago Unzueta, dijo: 

sería muy interesante que hubiese un ejemplar, cuando no más, en cada pueblo, custodiado en su archivo para memoria de los usos antiguos.

 En esta obra no están incluidas las melodías de los 36 bailes que describe. Estás se publicaron dos años más tarde junto con las letras.
Con sesenta años se casa de nuevo con la joven María Asunción de Urruzola (que contaba con 20 años de edad). Adquiere el cargo de Alcaide del Tribunal de Corregimiento de Guipúzcoa (director de prisión) después de encargarse por una década de la vigilancia de la "Puerta de Tierra" de la ciudad.
En 1837 vuelve a Zaldivia y comienza a escribir Guipuzcoaco provinciaren condaira edo historia (Historia de la provincia de Guipúzcoa) que se publicaría dos años después de su muerte. El 18 de agosto de 1845 muere en su residencia de Zaldevia en donde aún seguía manteniendo su relación con la danza.

## Su Obra
Juan Ignacio de Iztueta realizó una variada obra literaria, como poeta destaca su composición Kontxesi pero también escribió varias poesías de temas populares, sátiras, amorosas religiosas y patrióticas. También realizó dos pequeños ensayos, uno sobre el método pedagógico de la enseñanza del castellano y otro sobre el origen de los apellidos vascos. Como historiador destaca la obra de Guipuzcocaco proviniaren condaira edo historia en la cual, a lo largo de 519 páginas, realiza una descripción de la provincia de Guipúzcoa y de su geografía e hidrografía, en la historia recoge desde la conquista romana hasta la primera guerra Carlista en donde destaca las acciones del general Zumalacárregui coetáneo y conocido suyo.
Su mayor aportación es la obra Guipuzcoaco dantza gogoangarrien condaira edo historia en donde expone con detalle 36 danzas de la provincia. Iztueta estaba desde joven muy ligado al baile y en esta obra hace uso de su experiencia como bailarín y como maestro y conductor de danza. En la obra, que no recoge ni las melodías ni las letras que sería publicadas posteriormente, hace referencias desde los instrumentos (Chistu, Tamboril y dulzaina) hasta la forma del baile pasando por el vestuario. La obra tiene el objetivo de preservar la cultura popular en un momento en que la misma era minusvalorada por la propia gente del país. Las danzas recogidas en esta obra son: Gizon dantza (baile de hombres), Gazte dantza (baile de jóvenes), Etxe andre dantza (baile de amas de casa), Galaien esku-dantza (baile de mano de galán), Neskatxen esku-dantza (baile de mano de jovencita), Edate dantza (baile de ), Ezpata dantza (danza de espadas), brokel dantza (baile de los escudos), Pordon dantza (baile de ), Jorrai dantza (baile de ), Azeri dantza (baile del zorro), Bizkai dantza (danza de Vizcaya), Kuarentako erregala (regla de cuarenta), San Sebastian, Galantak (elegantes), Txatxaka (), Eun dabikoa (), Betronio txikia (pequeña betronio), Betronio Aundia (gran betronio), Azaladere (), Erregela zarra (regla vieja), Eundabikoa (), Amorea Mergaritatxo (el amor de Margarita), Erribera (ribera), Punta motz (punta mocha), Ondarribia aundia (Fuenterravía grande), Ondarribia txikia (Fuenterravía pequeña), Napartxo (), Ormatxulo (), Txipiritona (), erreberentzia (reverencia), Txakolin (chacolín), Mizpirotz (), Graziana () y Billanzikoa (villancico).